# Красногвардейское сельское поселение (Каневской район)
Красногвардейское сельское поселение — муниципальное образование в Каневском районе Краснодарского края России. 
В рамках административно-территориального устройства Краснодарского края ему соответствует Красногвардейский сельский округ.
Административный центр — посёлок Красногвардеец.

## Население
| 2010  | 2012  | 2013  | 2014  | 2015  | 2016  | 2017  |
| ----- | ----- | ----- | ----- | ----- | ----- | ----- |
| 2263  | ↘2236 | ↘2229 | ↘2216 | →2216 | ↘2194 | ↗2227 |
| 2018  | 2019  | 2020  | 2021  | 2023  |       |       |
| ↘2222 | ↘2213 | ↗2238 | ↘2180 | ↘2137 |       |       |

## Населённые пункты
В состав сельского поселения (сельского округа) входят 2 населённых пункта:
| № | Населённый пункт | Тип населённого пункта | Население (чел.) |
| - | ---------------- | ---------------------- | ---------------- |
| 1 | Александровская  | станица                | ↘652             |
| 2 | Красногвардеец   | посёлок                | ↗1611            |